# Victor Astafei
Victor Stelian „Victoraș“ Astafei (* 6. Juli 1987 in Târgu Mureș) ist ein rumänischer Fußballspieler. Er steht seit Anfang 2017 bei Selangor FA in Malaysia unter Vertrag.

## Karriere
Astafei begann im Alter von zehn Jahren mit dem Fußballspielen bei Olimpia Târgu Mureș. Nachdem er alle Jugendmannschaften durchlaufen hatte, spielte er von 2006 bis 2008 zunächst bei zwei regionalen Drittligisten, ehe er zum neu gegründeten Klub FCM Târgu Mureș wechselte, der in der Liga II startete. Dort konnte er im ersten Jahr in 22 Spielen drei Tore erzielen und verpasste mit seinem Team knapp den Aufstieg ins Oberhaus. In der Spielzeit 2009/10 wurde er an den Ligakonkurrenten Arieșul Turda ausgeliehen, wo ihm mit elf Treffern bei 22 Einsätzen der Durchbruch gelang. Er kehrte im Sommer 2010 zu FCM zurück, das gerade in die Liga 1 aufgestiegen war. Dort sicherte er sich einen Stammplatz im Sturm, kam in der Saison 2010/11 aber nur auf zwei Tore. Ein Jahr später war er mit sechs Treffern erfolgreicher, musste mit seinem Team aber am Saisonende absteigen.
Im Sommer 2012 wurde Astafei für ein halbes Jahr an Erstligist Gaz Metan Mediaș ausgeliehen, wo er in der Hinrunde 2012/13 zu acht Torerfolgen kam. Daraufhin nahm ihn Oțelul Galați unter Vertrag. Im Sommer 2014 wechselte er zu Ligakonkurrent Petrolul Ploiești.
Nachdem er im Sommer 2015 zum türkischen Zweitligisten Adana Demirspor gewechselt war, kehrte er im Januar 2016 wieder zu Petrolul Ploiești zurück. Mit Petrolul musste er nach der Saison 2015/16 absteigen. Astafei schloss sich im Juli 2016 dem FC Botoșani an. Anfang 2017 verpflichtete ihn der malaysische Erstligist Selangor FA.